# NGC 7198
NGC 7198 (również PGC 68006) – galaktyka soczewkowata (S0), znajdująca się w gwiazdozbiorze Wodnika. Odkrył ją Albert Marth 31 lipca 1864 roku.